# Rondonópolis
Rondonópolis es un municipio brasileño del estado de Mato Grosso. Se localiza a una latitud de 16º28'15" sur y a una longitud de 54º38'08" oeste, estando a una altitud de 227 metros sobre el nivel del mar. Su población estimada en el año 2022 era de IBGE 244.911 habitantes, en una superficie de 4.165 km².
La ciudad es bañada por los ríos Vermelho, Tadarima, Arareau, Ponte de Pedra y Jurique.
La región tiene vegetación típica de sierras, el clima es tropical caliente y semihúmedo, con lluvias concentradas en el verano y la primavera. El clima de Rondonópolis puede ser clasificado como clima tropical de sabana (Aw), de acuerdo con la clasificación climática de Köppen.
Se encuentra localizada en una posición privilegiada, en el cruce de las carreteras BR-163 y BR-364, y pronto lo será, a través del Ferronorte, que la comunicará por medio de vías férreas a los principales puertos del Brasil.
La economía está basada en el agronegocio, el comercio y la prestación de servicios. También existen plantaciones de algodón, soja y cría de ganado.
- Datos: Q983714
- Multimedia: Rondonópolis / Q983714

1. ↑  Worldpostalcodes.org,código postal n.º 78740-100.